# Santiago (Isabela)
Santiago is een stad in de Filipijnse provincie Isabela op het eiland Luzon. Bij de laatste census in 2007 had de stad ruim 126.000 inwoners.

## Geografie

### Bestuurlijke indeling
Santiago is onderverdeeld in de volgende 37 barangays:
| - Abra - Ambalatungan - Balintocatoc - Baluarte - Bannawag Norte - Batal - Buenavista - Cabulay - Calao East - Calao West - Calaocan - Villa Gonzaga - Centro East | - Centro West - Divisoria - Dubinan East - Dubinan West - Luna - Mabini - Malvar - Nabbuan - Naggasican - Patul - Plaridel - Rizal | - Rosario - Sagana - Salvador - San Andres - San Isidro - San Jose - Sinili - Sinsayon - Santa Rosa - Victory Norte - Victory Sur - Villasis |

## Demografie
Santiago had bij de census van 2007 een inwoneraantal van 126.244 mensen. Dit zijn 15.713 mensen (14,2%) meer dan bij de vorige census van 2000. De gemiddelde jaarlijkse groei komt daarmee uit op 1,85%, hetgeen lager is dan het landelijk jaarlijks gemiddelde over deze periode (2,04%). Vergeleken met de census van 1995 is het aantal mensen met 27.702 (28,1%) toegenomen.

De bevolkingsdichtheid van Santiago was ten tijde van de laatste census, met 126.244 inwoners op 255 km², 495,1 mensen per km².

## Geboren in Santiago
- Heherson Alvarez (16 oktober 1939), politicus.

Alicia · Angadanan · Aurora · Benito Soliven · Burgos · Cabagan · Cabatuan · Cauayan · Cordon · Delfin Albano · Dinapigue · Divilacan · Echague · Gamu · Ilagan · Jones · Luna · Maconacon · Mallig · Naguilian · Palanan · Quezon · Quirino · Ramon · Reina Mercedes · Roxas · San Agustin · San Guillermo · San Isidro · San Manuel · San Mariano · San Mateo · San Pablo · Santa Maria · Santiago · Santo Tomas · Tumauini